# Tres interior baixista
Tres interior baixista (en anglès: Bearish Three Inside Down) és un patró d'espelmes japoneses que es forma per la confirmació de l'Embarassada baixista.

## Criteri de reconeixement
1. La tendència prèvia és alcista
2. Es forma l'Embarassada baixista
3. L'endemà es confirma el canvi de tendència amb una gran espelma negra

## Explicació
La mateixa que l'Embarassada baixista.

## Factors importants
Els mateixos que l'Embarassada baixista; guanya en significació si el tancament de la tercera espelma, la de confirmació, tanca per dessota de l'espelma blanca primera.